# Tyrannochthonius guadeloupensis
Espèce
Tyrannochthonius guadeloupensis est une espèce de pseudoscorpions de la famille des Chthoniidae.

## Distribution
Cette espèce est endémique de Guadeloupe. Elle se rencontre vers Goyave sur la Basse-Terre

## Description
Le mâle holotype mesure 0,733 mm et la femelle paratype 0,996 mm.

## Étymologie
Son nom d'espèce, composé de guadeloup[e] et du suffixe latin -ensis, « qui vit dans, qui habite », lui a été donné en référence au lieu de sa découverte, la Guadeloupe.

## Publication originale
- Vitali-di Castri, 1984 : Chthoniidae et Cheiridiidae (Pseudoscorpionida, Arachnida) des Petites Antilles. Bulletin du Muséum National d'Histoire Naturelle, Paris, sér. 4, vol. 5, p. 1059-1078.